# Kalispell

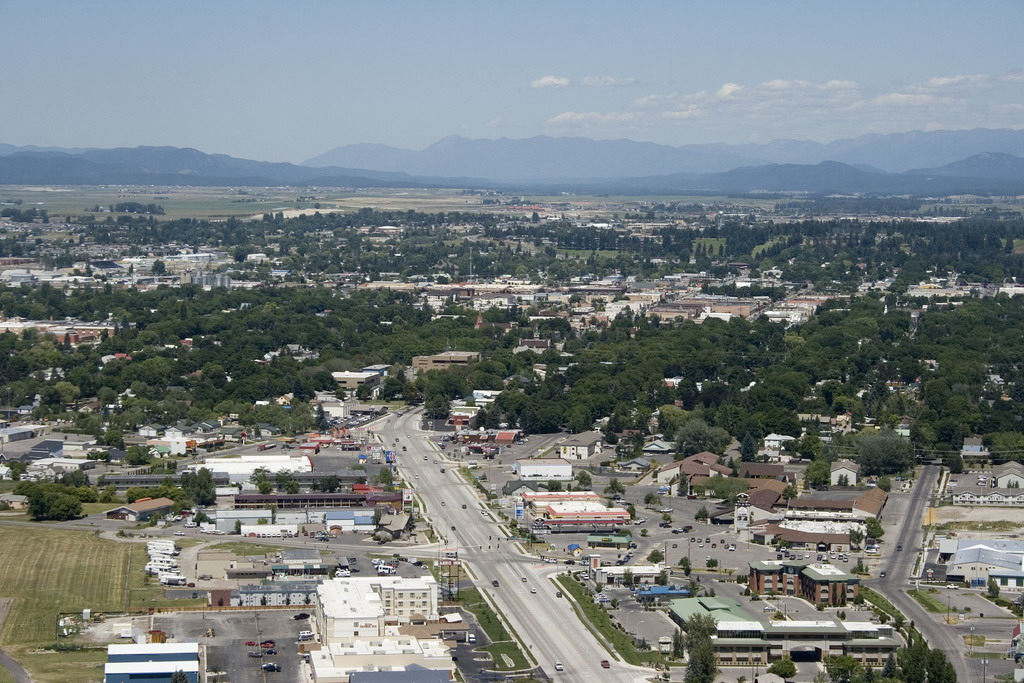
Vista deKalispell

Kalispell, fundada em 1891 por James J. Hill, é uma cidade de 14.1 km² localizada no Condado de Flathead, no estado de Montana, Estados Unidos da América. O Censo de 2020 colocou a população de Kalispell em 24.558. É a maior cidade e o centro comercial da Área Estatística Micropolitana de Kalispell, no noroeste do estado. O nome "Kalispell"é uma palavra "Salish" que significa "terra plana acima do lago".